# Kabulski most powietrzny (1928–1929)
Kabulski most powietrzny – operacja przeprowadzona przez Royal Air Force celem ewakuacji brytyjskiego personelu dyplomatycznego z Kabulu w okresie między 23 grudnia 1928 a 25 lutego 1929 roku.
Była to pierwsza w historii ewakuacja lotnicza na dużą skalę, w trakcie której przetransportowano do Indii łącznie 586 osób jedenastu różnych narodowości.

## Tło
Decyzję o ewakuacji podjęto po tym jak siły buntownika Habibullaha Kalakaniego skierowały się w stronę Kabulu będącego siedzibą króla Amanullaha, co wywołało u Brytyjczyków obawy, że ich poselstwo zostanie odizolowane od świata.

## Przebieg
Przeprowadzono ją pod kierownictwem sir Geoffreya Salmonda z użyciem siedmiu samolotów Vickers Victoria (w tym z stacjonującej w Iraku 70. eskadry RAF), jednego Handley Page Hinaidi, dwudziestu czterech Airco DH.9A i dwóch Westland Wapiti. Biorąc pod uwagę ograniczenia ówczesnych samolotów, operujących w trakcie wojny domowej, w niskich temperaturach i w górzystym terenie (przelot samolotów nad górami Hindukusz, których szczyty na wybranej trasie wznosiły się na wysokość 3000 metrów n.p.m.), operacja ta była niezwykłym wyczynem wytrzymałościowym zarówno dla lotników, jak i cywilów biorących w niej udział.

### Etapy
Ewakuacja, na którą złożyły się 84 loty, składała się z 4 etapów:
- I etap – nawiązanie stabilnej łączności ze światem zewnętrznym (18–22 grudnia 1928)[1],
- II etap – ewakuacja kobiet i dzieci z brytyjskich i zagranicznych poselstw[1],
- III etap – ewakuacja rodziny królewskiej (2–19 stycznia 1929)[1],
- IV etap – ewakuacja reszty personelu brytyjskiego, niemieckiego, francuskiego i włoskiego oraz obywateli innych państw[1].

## Odznaczenia
Biorący udział w operacji Sqn Ldr Reginald Maxwell, Flt Lt D.F. Anderson i Flt Lt  Ronald Ivelaw-Chapman oraz Fg Off L.H. Anness i C.W.L. Trusk zostali odznaczeni Krzyżem Sił Powietrznych, a Leading Aircraftman G. Donaldson otrzymał Medal Sił Powietrznych.